# Mileewa dorsimaculata
Mileewa dorsimaculata är en insektsart som beskrevs av Melichar 1902. Mileewa dorsimaculata ingår i släktet Mileewa och familjen dvärgstritar. Inga underarter finns listade i Catalogue of Life.